# アラシュ・ミレスマイリ
アラシュ・ミレスマイリ（Arash Miresmaeili 1981年3月3日- ）はイランのホッラマーバード出身の柔道選手。階級は66kg級。身長176cm。

## 人物
シドニーオリンピックでは、今大会優勝したトルコのヒュセイン・オズカンに初戦で技ありを取られて敗れたが、その後持ち直して3位決定戦まで進むものの、イタリアのジローラモ・ジオビナッツォに判定で敗れて5位に終わった。2001年の世界選手権では決勝でウクライナのムサ・ナストゥエフを掬投で破って、イランの選手として初の世界チャンピオンとなった。2003年の世界選手権では決勝でフランスのラルビ・ベンブダウに踵返で一本勝ちして2連覇を達成した。
2004年のアテネオリンピックでは初戦でイスラエルの選手と対戦することになったため、イラン政府の方針に従い、「パレスチナとの連帯を示すため」に棄権した。その際に減量をせずに計量に臨んで失格となったが、政治的な棄権への罰則を回避するため、あえてそのような手段で対戦を避けたと見られる。国際柔道連盟(IJF)もこの件に関しては政治的な棄権と断定するだけの材料を有していなかったこともあり、結果として処分を科さなかった。この行為に対して、イラン体育協会は金メダル獲得者への報奨金と同額の10億リアル（約1280万円）を贈ることにした。さらに、イラン柔道連盟も5000ドル（約55万円）の報奨金を贈呈した。なお、イランオリンピック委員会の広報部は、「イスラエル選手との対戦辞退を定めた規則は一切ない。すべてのイラン人選手は、イスラエルの政権の残酷さを理解しており、自らの意思で対戦を拒否している」との見解を示した。
2005年の世界選手権では、準々決勝でアテネオリンピックで優勝した日本の内柴正人の前に横四方固で一本負けして3位に終わった。。
2007年の世界選手権では準決勝でキューバのヨルダニス・アレンシビアに有効で敗れて3位となった。2008年の北京オリンピックでは3回戦で今大会2連覇した内柴と対戦したが、指導2で敗れた。

## 主な戦績
- 1998年 - ワールドユースゲームズ　3位
- 1998年 - アジア大会　3位
- 1999年 - アジア選手権　優勝
- 2000年 - アジア選手権　5位
- 2000年 - シドニーオリンピック　5位
- 2000年 - 世界ジュニア　2位
- 2001年 - オーストリア国際　3位
- 2001年 - アジア選手権　優勝
- 2001年 - 世界選手権　優勝
- 2002年 - アジア大会　7位
- 2003年 - 世界選手権　優勝
- 2005年 - アジア選手権　2位
- 2005年 - 世界選手権　3位
- 2006年 - アジア大会　2位
- 2007年 - アジア選手権　3位
- 2007年 - 世界選手権　3位
- 2008年 - アジア選手権　優勝
- 2010年 - ワールドカップ・アルマトイ　2位
- 2010年 - アジア大会　7位
- 2011年 - アジア選手権　5位

(出典JudoInside.com)。